# Силькино
Силькино — деревня в Белозерском районе Вологодской области.
Входит в состав городского поселения Город Белозерск, с точки зрения административно-территориального деления — в Глушковский сельсовет.
Расстояние до районного центра Белозерска по автодороге — 2 км. Ближайшие населённые пункты — Маслово, Ямская, Монастырская.
По переписи 2002 года население — 3 человека.